# Còdex Chantilly
El Codex Chantilly o Còdex de Chantilly (Chantilly, Museu Condé MS 564) és un manuscrit que conté música medieval del segle XIV amb peces musicals pertanyents a un estil conegut com a ars subtilior o 'l'art més subtil'. francoflamenca (1420-1600).
El manuscrit es conserva a la biblioteca del Museu Condé al castell de Chantilly (sota la inscripció MS 0564). Conté 112 peces polifòniques, la majoria de les quals daten del voltant de 1350-1400 i pertanyen a compositors francesos representatius d'aquesta escola com Solage, Baude Cordier, Trebor o Jacob Senleches. El còdex recull exemples de molts estils de dansa cortesana més populars del seu temps, com balades, rondós, virelais i motets isorrítmics. Alguns dels motets són molt complexos pel que fa al ritme i estan escrits en una notació musical fantasiosa i ornamentada que reflecteix el contingut de la peça, com ara el rondó de Baude Cordier "Belle, bonne, sage" escrit en forma de cor.
El Codex Chantilly és una de les tres fonts principals d'ars subtilior. Els altres dos són el Codex Ivrea (BC 115) i Codex Modena (BE α. 5.25). El primer conté unes 80 peces (Avinyó, c. 1360). El segon una mica més de cent (copiat al voltant de 1410).

## Descripció
Contràriament a les pràctiques de l'època i fins i tot a les del segle següent, el Codex Chantilly conté un munt d'obres de compositors citats pel seu nom i només 32 peces anònimes. Els 33 autors citats són: Baude Cordier, Johannes Haucourt, Matheus de Sancto Johanne, Petrus Fabri, Jacob Senleches, Jehan Vaillant, Solage, Guillaume de Machaut, Grimaceor, compositor Magister Franciscus, Trebor, Magister Egidius Augustinus, Guido, Johannes P Susay, Johannes P Susay, Johannes Galiot, Jehan Simon Hasprois, Garinus, Johannes Cunelier, Goscalch, Johannes (Taillier, Taillier, Taillandius). Johannes Cesaris, S. Uciredor [Rodericus], Johannes de Meruco, F. Andrieu, Pierre des Molins, Borlet, Pykini, Gacian Reyneau, Egidius de Pusiex, Philippe Royllart, J. Alanus.
El manuscrit és famós per la notació extremadament complicada de l'ars subtilior i també és admirat per l'aspecte decoratiu d'algunes de les seves pàgines. Inclou, en els cinc fascicles del corpus original, 99 cançons (70 balades, 17 rondells, 12 virelais) i 13 motets isorrítmics, tots de la segona meitat del segle XIV. Algunes de les peces més senzilles són de Guillaume de Machaut o dels seus contemporanis, mentre que les obres més complexes són d'autors anònims o anomenats pertanyents a la següent generació, identificats al servei de la cort de Foix i Aragó, el Papat d'Avinyó o el Duc de Berry.

## La còpia
La gran quantitat d'errors al text francès i les faltes a la còpia de les partitures condueixen a la conclusió que els cinc fascicles del corpus van ser copiats de l'original francès en pautat de cinc línies per un copista italià que no entenia el que estava copiant. En primer lloc es van copiar els textos i més tard es va copiar la música, cosa que explica els desajustos respecte a la música. El manuscrit no estava complet: l'espai de les lletres capitals, que després es confiava a l'il·luminador, era gairebé en blanc a tot arreu.
L'origen de la hipòtesi que es tracti d'una còpia italiana feta a partir d'un original francès està recolzat per una inscripció a la portada del manuscrit que estableix que el 1461 el llibre pertanyia a la família florentina de Francesco d'Altobianco Alberti qui, bandejat de Florència el 1401, va viure durant molt de temps a França.

## El cas Baude Cordier
Maistre Baude Cordier és de Reims com a Guillaume de Machaut, però la seva identitat encara no és segura i les conjectures encara plantegen dubtes. Es tracta d'un dels predecessors de Guillaume Dufay. El Codex Chantilly conté dues peces seves que no són originals del manuscrit sinó que s'hi van afegir posteriorment. De fet, aquestes peces són tant estilísticamente com en la tècnica de notació musical d'un període lleugerament posterior. Les peces estan dedicades a una dama i un senyor respectivament.
Belle, Bonne, Sage (Bella, bona, sàvia): és la seva primera peça, un rondó la notació del qual està representada en forma de cor. “Les primeres lletres de cadascun dels primers quatre versos formen l'acrònim del nom del seu autor “Baude”. D'altra banda el seu cognom, “Cordier”, significa cor en llatí. "Tout par compas suy composée" (Tot a partir d'un compàs vaig ser compost): és la seva segona peça, un cànon circular de 33 compassos i està representat en forma de cercle. Elizabeth Randell Upton va remarcar amb pertinència que les dues pàgines de Cordier són les més reproduïdes, però que irònicament no pertanyen al manuscrit original. Les dues pàgines no estan al mateix foli, sinó que cadascuna es troba en un full. Es col·loquen, com l'índex de continguts, on no apareixen abans de l'antic corpus en lloc del primer fascicle del manuscrit original que es va perdre. Un altre punt essencial és que aquestes són les úniques dues peces musicals del còdex que estan escrites al sistema francès amb un pentagrama de cinc línies, mentre que totes les altres estan en un pentagrama de sis línies, que es troba de forma habitual als manuscrits italians. Es desconeix la data de l'addició i la mà, que és comú a totes dues peces però diferent de la resta del corpus.

"
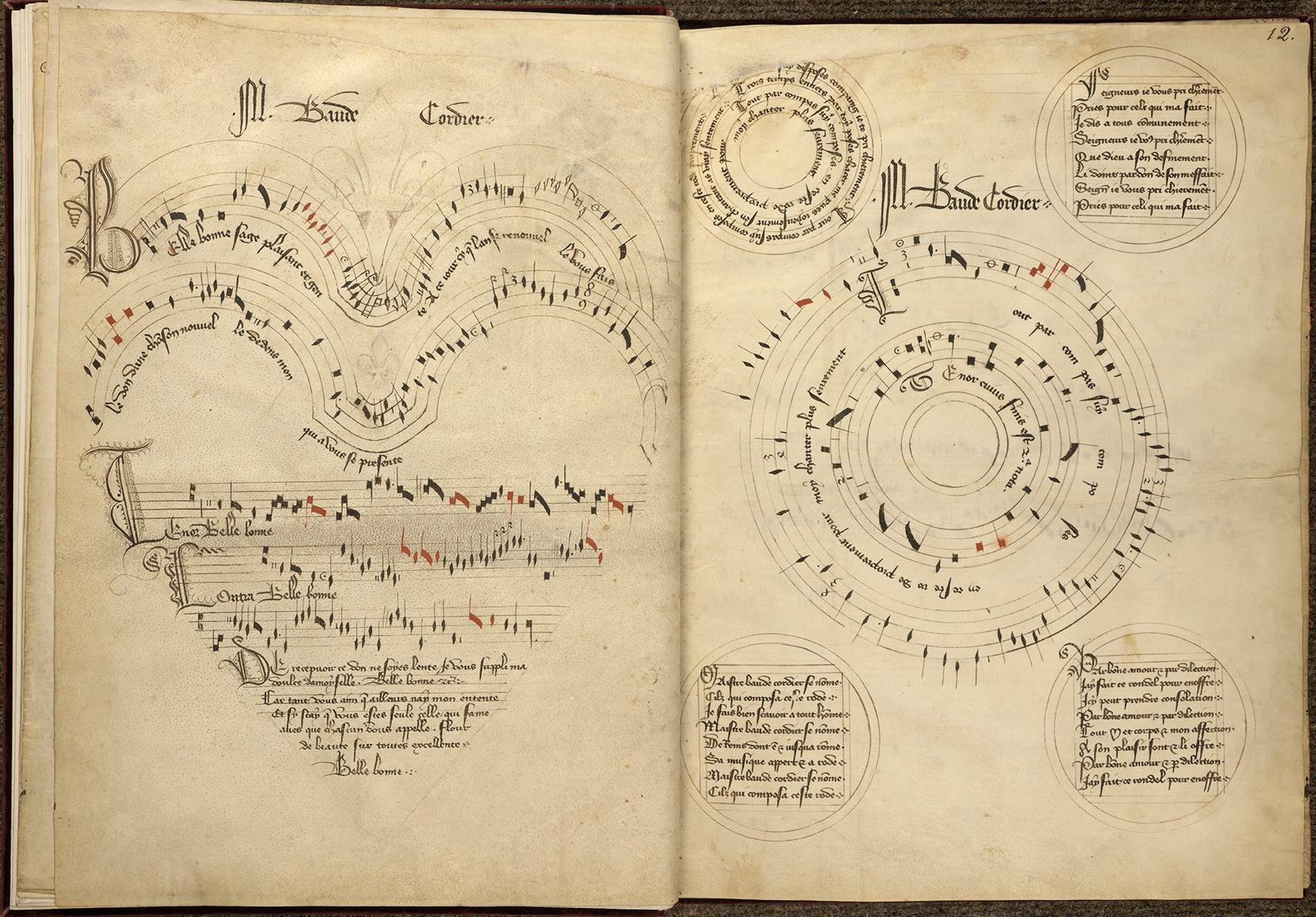
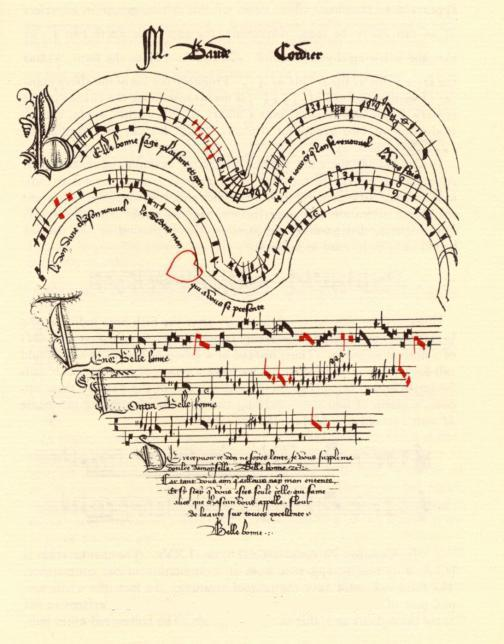
'"Belle, Bonne, Sage".
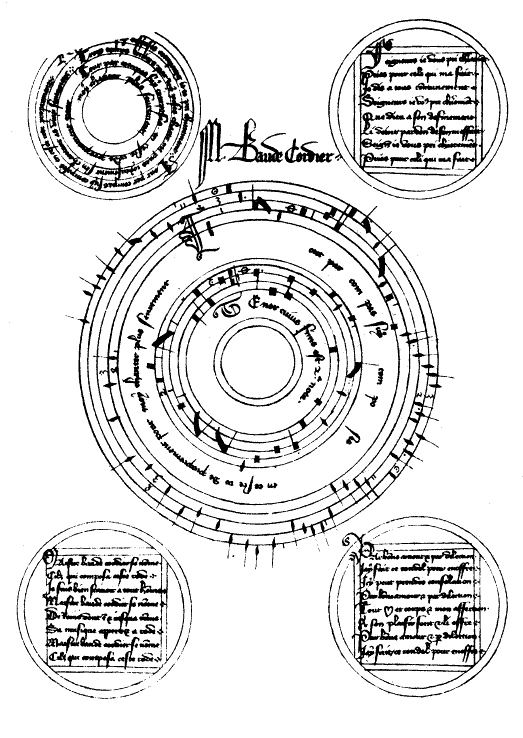
"Tout par compas suy composée".

## Els dibuixos
Es van fer dos dibuixos a ploma als folis 25 i 37. Es troben a les belles pàgines d'un quadern nou. Al foli 25 hi ha representada una "D" amb dos dracs. Al foli 37 hi ha una "L" i un monstre que l'envolta, que ocupa tot el marge esquerre. Al final de la pàgina, es dibuixen dos grups de quatre monjos cantants. La data de realització és posterior i segons els experts s'ubica a principis del segle XV o més endavant. Upton recorda que aquests dibuixos no s'han de comparar amb el pla original del manuscrit ni amb les obres que els porten.

"
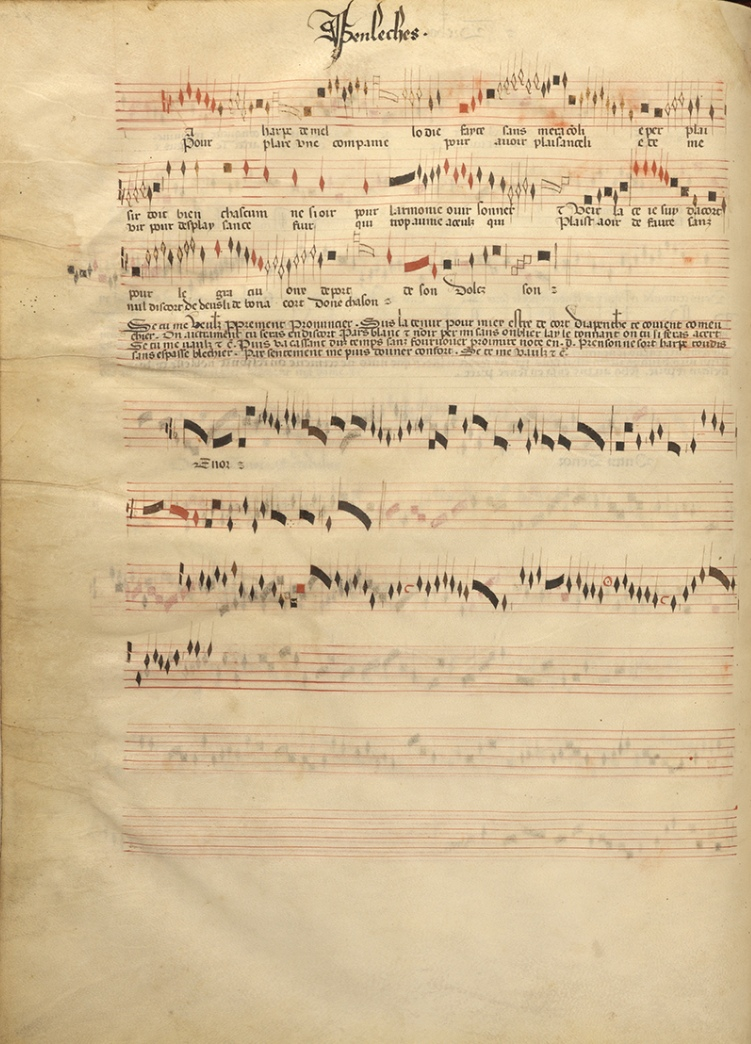
"La harpe de mélodie" de Senleches versió del Codex Chantilly (f. 43v) en notació convencional.
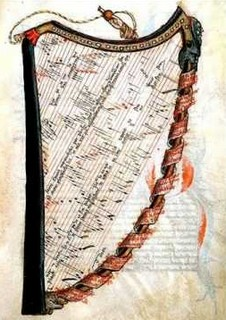
"La harpe de mélodie" de Senleches versió del manuscrit a la Biblioteca Newberry, Ms. 54.1, f.10r, amb notació superposada a les cordes d'una arpa.

## El descobriment
Exactament quatre-cents anys després d'Alberti, el 1861 Henry de Triqueti, escultor i aficionat culte, va trobar aquest volum a Florència, a la casa de M. Bigazzi, secretari de l'Acadèmia della Crusca i el va comprar per a la biblioteca. El manuscrit estava en fulles i Triqueti ho va adornar amb un frontispici.

## Format
El manuscrit està fet en vitel·la, les fulles que el formen són de 38,7 cm per 28,6 cm. Sense comptar les fulles agregades el 1880 en el moment de l'enquadernació i que contenen el frontispici i un índex, aquest volum consta de 64 folis de pergamí, és a dir, 4 folis preliminars que no s'havien inclòs en la paginació original, actualment classificats com a 9-12, i 60 fulls classifica. La desaparició de les fulles 1-12 és força antiga, ja que l'índex agregat al principi en caràcters del segle XV només s'aplica al contingut de les fulles 13-72.

## Contingut
Com a recordatori, l'estructura dels gèneres, de simple a complexa, és la següent:
Virelai: A bba A ...

Rondeau: AB aA ab AB

Ballade: 3 estrofes en forma aab. La forma és simple però els treballs que la usen són complexos per escrit. És el gènere dominant del segle XIV.

Motete: es construeix sobre la veu inferior, un fragment de cant pla que es repeteix al llarg de la peça, per això els termes isorrítmic i tenor. Sobre aquesta veu se superposen les altres més ornamentades i amb text(s) diferent(s), glossant el tenor.
| Autor                                    | Núm. | Foli   | Gènere  | Íncipit                                                                                             | Veu                                           | Nota |
| ---------------------------------------- | ---- | ------ | ------- | --------------------------------------------------------------------------------------------------- | --------------------------------------------- | --- |
| Baude Cordier                            | 1    | 11v    | rondeau | Bell, bonne, sage, plaisant et gent                                                                 | 3 veus                                        | (cf. il·lustració) |
| Baude Cordier                            | 2    | 12     | rondeau | Tout per compas la seva composée                                                                    | 3 veus                                        | El cercle està constituït per 33 compassos. cf. il·lustració |
| Borlet                                   | 89   | 54v    | virelai | Hé, très doulz roussignol joly                                                                      | 4 veus                                        | Borlet és l'anagrama de Trebor, un compositor francès que va treballar per a Martí l'Humà el 1409. La peça és en imitació d'ocells, un gènere exitós de l'època. |
| Magister Egidius                         | 21   | 22     | ballade | Roses et lis ai veu en une flour                                                                    | 3 veus                                        | Magister Egidius Augustinus. |
| F[ranciscus] Andrieu                     | 84   | 52     | ballade | Armes, amors, dames, chevalerie/O flour                                                             | 4 veus                                        | c. 1377. Ballade del poeta Eustache Deschamps, sobre la mort de Guillaume de Machaut. Deschamps és un alumne de Machaut. Aquest és un dels primers laments coneguts. Cita la missa mariana de Machaut (Glòria i Credo) sobre les paraules "La mort Machaut". És possible que Andrieu sigui el mateix que el Magister Franciscus dels números 16 i 18.                                                                                        |
| Magister Franciscus                      | 16   | 19v    | ballade | De Narcissus, home très ourguilleus                                                                 | 3 veus                                        | |
| Magister Franciscus                      | 18   | 20v    | ballade | Phiton, Phiton, best très venimeuse                                                                 | 3 veus                                        | Cita text i música de la ballade de Machaut "Phiton li mervilleus serpent", però reescriu el text per evocar a l'enemic de Fébus, sobrenom de Gastó III de Foix. |
| Gacian Reyneau                           | 93   | 56v    | rondeau | Va t en el meu cor aveuc mes yeux                                                                   | 3 veus                                        | Una quarta veu es troba al Codex Reina. |
| Garinus                                  | 51   | 36v    | rondeau | Loyauté em tinc a espoir                                                                            | 3 veus                                        | Aquest petit rondo està excepcionalment a la mateixa pàgina que el 52. |
| Goscalch                                 | 58   | 39v    | ballade | En nul estât si gran fermeté                                                                        | 3 veus                                        | L'autor només és conegut per aquesta peça. |
| Grimace o Grymace                        | 15   | 19     | ballade | Es Zephirus, Phebus et leur lingnie/Es Jupiter, qui donna seigneurie                                | 3 veus                                        | El compositor està relacionat amb Avinyó. Se'n coneixen 3 ballades (la 15 i la 86), un rondeau i un virelai (91). |
| Grimace o Grymace                        | 86   | 53     | ballade | Des que buisson em va ser boutez d'enfance                                                          | 4 veus                                        | |
| Grimace o Grymace                        | 91   | 55v    | virelai | Alarme, alarme, sans séjour                                                                         | 4 veus                                        | També apareix al Codex Reina. |
| Guit                                     | 27   | 25     | rondeau | Dieux gart qui bé li chantera                                                                       | 3 veus                                        | Aquest autor s'identifica amb el cantant Guido de Lange a la papa d'Avinyó, i present abans del cisma. Les dues peces del còdex, úniques obres conegudes, semblen estar datades al començament d'ars subtilior "perquè els seus textos irònics testifiquen des del punt de vista de l'estil i la notació, de noves formes que es desvien dels vells models". Però la música utilitza els mateixos procediments dels quals es queixa el text. |
| Guit                                     | 28   | 25v    | ballade | Or voit tout a aventure                                                                             | 3 veus                                        | |
| Guit                                     | 29   | 25v    | rondeau | Robin muse, muse, muse/Je ne say fere fuszee                                                        | 3 veus                                        | El nom de l'autor apareix a la part de tenor. Cap altra font. Aquest petit rondó està excepcionalment a la mateixa pàgina que el 28. |
| Machaut [Guillaume de Machaut]           | 14   | 18v    | ballade | De petit peu devient voulenté                                                                       | 3 veus                                        | Aquí hi ha el compositor més antic representat, Machaut (mort el 1377). Aquesta ballade apareix en deu manuscrits musicals i quatre de poemes, principalment d'origen italià. |
| Machaut [Guillaume de Machaut]           | 78   | 49     | ballade | De fortune me doi plaindre                                                                          | 4 veus                                        | |
| Machaut [Guillaume de Machaut]           | 88   | 54     | ballade | Quant Theseus, Hercules et Jason/Ne vol veure                                                       | 4 veus                                        | |
| Hymbert de Salinis                       | 72   | 46     | ballade | A la saison que toute ries s'encline                                                                | 3 veus                                        | Sobre els versos del trover Jean Cuvelier. En el text figura el nom i les armes de Olivier du Guesclin. |
| Jacob de Senleches                       | 11   | 17     | ballade | Fuions de ci, fuions, povre compaingns                                                              | 3 veus                                        | 1382 o posterior. La data és la de la mort de Elionor d'Aragó reina de Castella. harpa) de la reina Leonor de Castella (vegeu 67).Però el terme "juglar de harpa" planteja un problema de classe: un simple instrumentista no és un compositor, és a dir, "servent". dos virelais. Al virelai Tel me voit ret homenatge a Guido, cosa que fa pensar que era un estudiant.                                                                    |
| Jacob de Senleches                       | 67   | 43v    | virelai | La harpe de mellodie                                                                                | 3 veus (2 escrites i la tercera en cànon)     | Greene El virelai notablement complicat està escrit en un pentagrama de nou línies i va ser "molt admirat pels contemporanis" Vegeu el manuscrit de la Biblioteca Newberry 54.1, f.10. |
| Jo.                                      | 8    | 15v    | rondeau | Es doit il plus en biau semblant fier                                                               | 3 veus                                        | |
| Jacomi                                   | 69   | 44v    | ballade | Je merveil aucune fois comment / J’ay plusieurs fois                                                | 3 veus                                        | La ballade "fulmina contra el diletantisme musical": la peça reuneix subtileses de notació. El cor és un cànon, però el compositor escriu la mateixa música amb dos sistemes de notació diferents. |
| Johannes Aleyn (Alanus)                  | 111  | 70v-71 | motet   | Sub Arturo plebs / Fons citharizantium / [In omnem terram]                                          | 3 veus                                        | c.1358. El motet, classificat durant molt de temps com a anònim, va ser escrit per a la celebració del 23 d'abril de 1358 de la victòria de Poitiers. |
| Johannes Cesariss                        | 73   | 46v    | ballade | La dieus d'amours, sires de vrais amans                                                             | 3 veus                                        | El nom de l'autor es copia a la part tenor. |
| Johannes Cunelier                        | 55   | 38     | ballade | Es Galaas et li puissant Artus                                                                      | 3 veus                                        | Generalment conegut com Jean [o Jacquemart li] Cuvelier (de Tournais) i creador de Carles V. |
| Johannes Cunelier                        | 61   | 40v    | ballade | Lorques, Arthus, Alixandre et Paris                                                                 | 3 veus                                        | |
| Johannes Cunelier                        | 63   | 41v    | ballade | Es Geneive, Tristan, Yssout, Helainne                                                               | 3 veus                                        | |
| Johannes Galiot                          | 45   | 33v    | ballade | En atendant souffrir m'estruet grief payne                                                          | 3 veus                                        | Galiot, actiu a fins del segle xiv, és un dels últims representants de lars subtilior. No sabem res de la seva vida i la seva identitat és misteriosa. |
| Johannes Galiot                          | 53   | 37     | ballade | Le sault périlleux a l'aventure prins                                                               | 3 veus                                        | Segons un manuscrit hebreu de principis del segle xv, aquesta ballade va tenir una enorme influència en la cultura musical abans de 1400 a París. |
| Johannes Galiot                          | 59   | 40     | ballade | En attendant d'amer [avoir] la douce vie                                                            | 3 veus                                        | |
| Johannes Galiot                          | 68   | 44     | ballade | En attendant espérance conforte                                                                     | 3 veus                                        | |
| Johannes de Meruco                       | 83   | 51v    | ballade | D'home vray a mon jugement                                                                          | 4 veus                                        | L'autor francès és desconegut, però la seva música amb ritmes complexos és típica del gènere de compositors de la cort d'Avinyó. |
| Johannes Olivier                         | 41   | 31v    | ballade | Si amb cy gist mon cuer en grief martire                                                            | 3 veus                                        | El compositor francès només és conegut per aquesta peça rítmicament complexa que utilitza 3/4 i 9/6. Un altre element notable és que el text dóna instruccions sobre com interpretar la música: Des trois pars, fais deux ; Parteix una cambra, la cambra surt encantat, etc.). |
| Johannes Simonis d'Haspre o Ja. de Noyon | 46   | 34     | ballade | Ma douce amour, je em dono ben conplaindre                                                          | 3 veus                                        | |
| Johannes Simonis d'Haspre o Ja. de Noyon | 47   | 34v    | ballade | Puisque je sui fumeux plains de fumée                                                               | 3 veus (2 escrites i la tercera en cànon)     | S'hi afegeix l'atribució "Hasprois". |
| Johannes Susay o Suzoy                   | 39   | 30v    | ballade | Pictagores, Jabol et Orpheus                                                                        | 3 veus                                        | El francès Suzoy, que li deu molt a Machaut, va deixar les tres balades al còdex i un Glòria. Les seves peces es troben entre les més complexes de l'ars subtilior. |
| Johannes Susay o Suzoy                   | 49   | 35v    | ballade | Prophilias, un des nobles de Roume                                                                  | 3 veus                                        | |
| Johannes Susay o Suzoy                   | 84   | 52v    | ballade | A l'arbre sec puis estre comparé                                                                    | 4 veus                                        | |
| Johannes Vaillant                        | 12   | 17v    | rondeau | Très doulz amis, tout ce que proumis t'ay                                                           | 3 veus                                        | Jean Vaillant és citat en un tractat anònim sobre teoria poètica, Règle de la Seconde Rhétorique (Regla de la Segona Retòrica) com a poeta i mestre de cançons d'una escola de música a París. Un altre tractat sobre teoria musical afegeix que va ensenyar harmonia amb Le sault perilleux de Johannes Galiot, que apareix al 53. Per tant, es troba entre els més antics de la col·lecció.                                                |
| Johannes Vaillant                        | 30   | 26     | rodona  | Pel que no dic gairez                                                                               | 3 paraules (2 escrites i la tercera en cànon) | |
| Johannes Vaillant                        | 31   | 26v    | rodona  | La dama acaricia suaument/Doulz amis                                                                | 3 vots                                        | 1369. Aquest fet va confirmar que aquest autor era un dels més antics de la col·lecció, de Machaut. |
| Johannes Vaillant                        | 32   | 27     | balada  | Oncques Jacob per la belle Rachel                                                                   | 3 veus                                        | |
| Johannes Vaillant                        | 100  | 60     | virelai | Par maintes foys ay oy recorder                                                                     | 3 veus                                        | |
| Matheus de Sancto Johanne                | 9    | 16     | rondeau | Je chante un chant en merencoliant                                                                  | 3 vots                                        | |
| Matheus de Sancto Johanne                | 48   | 35     | balada  | Sanz no pots, molt dolça criatura                                                                   | 3 vots                                        | |
| Matheus de Sancto Johanne                | 94   | 57     | balada  | La ciència no té enemics                                                                            | 4 vots                                        | |
| Matheus de Sancto Johanne                | 99   | 59v    | rodona  | Fortune faulce, parverse                                                                            | 4 vots                                        | |
| Mayhuet de Joan                          | 62   | 41     | balada  | Inclite flos orti Gebennensis                                                                       | 3 vots                                        | L'autor pot ser idèntic a Matheus de Sancto Johanne (cf. 10, 49, 93 i 98). Mayhuet és un dels capellanes privats del papa Climent VII d'Avinyó a la dècada de 1380. La balada al·ludeix als orígens a Ginebra de Clemente i el tenor diu "pro papa Clemente". |
| Pierre des Molins                        | 87   | 53v    | balada  | D'allò que molts sovint pensaven que quedava                                                        | 3 vots                                        | Una quarta part de la teva veu es trobarà al Codex Reina. L'autor es dóna a conèixer sol per les cançons, l'altra és "Amis tout deux vis", que també apareix en una versió instrumental amb vegades. |
| Petrus Fabri                             | 10   | 16v    | virelai | Laus detur multipharia                                                                              | 4 vots                                        | Pieza en honor a Santa Caterina de Siena, que va implorar el pare Gregori XI que tornés a Roma (1376). El número de l'autor apareix definitiu. |
| Felip de Caserta                         | 42   | 32     | balada  | Del meu dolor no trobo consol                                                                       | 3 vots                                        | Filip de Caserta o Caserta, Philippot, Philipoctus és un compositor italià, nascut a Caserta, prop de Nàpols. |
| Felip de Caserte                         | 54   | 37v    | balada  | Par le grant senz d'Adriane la sage                                                                 | 3 entrades                                    | |
| Felip de Caserte                         | 56   | 38v    | balada  | Il n'est nulz homs en ce monde vivant                                                               | 3 entrades                                    | |
| Felip de Caserte                         | 57   | 39     | balada  | En remirant vo douce pourtraiture                                                                   | 3 entrades                                    | |
| Felip de Caserte                         | 71   | 45v    | balada  | Par les bons Gedeon et Sanson livre                                                                 | 3 entrades                                    | El text fa referència explícita al Papa Climent VII d'Avinyó, el Papa esmentat anteriorment com a Climent (Le pape souverain appelé Clément). |
| Pykyni o Pykini                          | 90   | 55     | virelai | Playsance o tost aeuz vous                                                                          | 4 entrades                                    | El nom és la corrupció de Picquigny, no gaire lluny d'Amiens. Pykini també és el mateix que Robert de Picquigny, camarlenc de Carles II de Navarra. |
| Henricus Egidius de Pusiex               | 102  | 61v-62 | motete  | Yda Capillorum/Ante thorum trinitatis/Porcio nature                                                 | 4 entrades                                    | |
| Philipus Royllart                        | 106  | 65v-66 | motete  | Rex Karole, Johannis genite/Leticie, pacis, concordie                                               | 4 entrades                                    | Rex Karole (vocatiu de Karolus variant de Carolus), és decir, Carles V. |
| S. Uciredor                              | 77   | 48v    | balada  | Angelorum psalat tripudium                                                                          | 3 veus (2 escrites i la tercera en cànon)     | |
| Solage [Solage]                          | 13   | 18     | virelay | Molt gentil cuer amoureux, attraians                                                                | 3 entrades                                    | cf. 81 |
| Solage                                   | 17   | 20     | ballade | En l'amoureux vergier vis una flour                                                                 | 3 entrades                                    | c.1389. L'autor és el més representat al manuscrit (10 atribucions com a màxim). Pot provenir d'Alvèrnia, on hi ha molta gent anomenada "Soulage". La cançó està signada amb una certesa musical al seu nom: sol-Age. La sol·licitud roman oberta si es tracta d'un nom real o d'un anagrama (com ara Trebor). |
| Solage                                   | 24   | 23v    | ballada | Cos femení per virtut de la natura                                                                  | 3 entrades                                    | |
| Solage                                   | 50   | 36     | ballada | S'aincy estoit que ne feust la noblesce                                                             | 3 entrades                                    | En lloança de Joan I duc de Berry, citat explícitament com el bo i encantador Joan, duc de Berry i el categoritza com la "flor del món" que va concloure el dia 17. Pot haver estat una peça feta durant el matrimoni del duc el 1389, com el segle XVII. |
| Solage                                   | 79   | 49v    | balada  | Le basile de sa propre nature                                                                       | 4 entrades                                    | |
| Solage                                   | 80   | 50     | balada  | Calextone, qui fut dame d'Arouse                                                                    | 3 entrades                                    | Els versos del poema (així com el "Corps féminin", núm. 24) formen el nom acròstic de "Cathelline", una al·lusió a la mare del rei Carles VI i al primer matrimoni de Joan de Berry el 1386. |
| Solage                                   | 81   | 50v    | virelai | Très gentil cuer amoureux, attraians                                                                | 3 entrades                                    | cf. 13. La quarta pàgina que explica la còpia no s'ha afegit mai. |
| Solage                                   | 95   | 57v    | balada  | Hola! Je voy mon cuer a fin venir                                                                   | 4 entrades                                    | |
| Solatge                                  | 96   | 58     | balada  | Pluseurs gens voy qui leur pensée                                                                   | 4 entrades                                    | |
| Solatge                                  | 97   | 58v    | virelai | Joieux de cuer en seumellant estoye                                                                 | 4 entrades                                    | |
| Solatge                                  | 98   | 59     | rondeau | Fumeux fume par fumée                                                                               | 3 entrades                                    | Solage podria haver format part dels Fumeux (Jean Fumeux), roba bohèmia de manera extravagant (cf. també Hasprois 47). |
| tailandès                                | 65   | 42v    | balada  | If Dedalus an sa gaye mestrie                                                                       | 3 entrades                                    | |
| Trebor [Johan Robert]                    | 19   | 21     | balada  | Passerose de beauté la noble flour                                                                  | 3 entrades                                    | |
| Trebor [Johan Robert]                    | 20   | 21v    | balada  | En seumeillant m'avint une vesion                                                                   | 3 entrades                                    | |
| Trebor [Johan Robert]                    | 38   | 30     | balada  | Se Alixandre et Hector fussent en vie                                                               | 3 entrades                                    | A Gaston Fébus, comte de Foix. Dues línies del manuscrit estan representades per Green. |
| Trebor [Johan Robert]                    | 40   | 31     | balada  | Quant joyne cuer en may est amoureux                                                                | 3 entrades                                    | A Gaston Fébus, comte de Foix. |
| Trebor [Johan Robert]                    | 64   | 42     | balada  | Hélas, pitié envers moy dort si fort                                                                | 3 entrades                                    | |
| Trebor [Johan Robert]                    | 66   | 43     | balada  | Se Jufy César, Rolant et roy Artus                                                                  | 3 veus                                        | A Gaston Fébus, comte de Foix. (cf. Il·lustració) |
| anònim                                   | 3    | 13     | balada  | Tota claredat em resulta obscura                                                                    | 3 entrades                                    | Aquest foli 13 és la primera pàgina del manuscrit original que s'ha destacat. La imatge del món invertit apareix a la música on la veu aguda de vegades baixa una octava, mentre que el tenor puja fins al cim. |
| anònim                                   | 4    | 13v    | virelai | Un crible ple d'eau... de vray confort/Adieu vos comant                                             | 3 entrades                                    | La part del cantus toca els esglaons del casament, mentre el contratenor s'agita en ritmes sincopats, "il·lustra els terribles conflictes" del text. cf. il·lustració. |
| anònim                                   | 5    | 14     | virelai | Molt dolça jugant figura                                                                            | 3 entrades                                    | |
| anònim                                   | 6    | 14v    | balada  | Ma dame m'a congié douné                                                                            | 3 entrades                                    | |
| anònim                                   | 7    | 15     | virelai | A mon pouir garde et vuil garder                                                                    | 3 entrades                                    | |
| anònim                                   | 22   | 22v    | balada  | Li mont Aon de Thrace, Doulz pais                                                                   | 3 veus                                        | Canta les lloances de Gastón Febus, protector de les arts. Gastón és el tutor de Joana d'Alvèrnia, casada amb Joan de Berry el 1389. L'obra pot ser de Solage. |
| anònim                                   | 23   | 23     | ballade | Sans joye avoir ne puet                                                                             | 3 veus                                        | |
| anònim                                   | 25   | 24     | virelai | Je ne puis avoir plaisir                                                                            | 3 veus                                        | |
| anònim                                   | 26   | 24v    | ballade | Medee va anar a estimar veritable                                                                   | 3 veus                                        | Una possible atribució: Philipoctus Caserta. La proposta es veu reforçada per la gran similitud d'estil amb "Per als bons Gedeon i Sanson" (núm. 71). |
| anònim                                   | 33   | 27v    | ballade | Es cuidoie tous jours viu en tel point                                                              | 3 veus                                        | |
| anònim                                   | 34   | 28     | ballade | De quan qu’on peut belle et bonne estrenar                                                          | 3 veus                                        | L'estil excèntric d'aquesta ballade evoca el de Matteo da Perugia o almenys un emulador de la seva escriptura polirrítmica. |
| anònim                                   | 35   | 28v    | ballade | Ung lion say de tots belle figure                                                                   | 3 veus                                        | |
| anònim                                   | 36   | 29     | rondeau | O bonne, douce Franse                                                                               | 3 veus                                        | |
| anònim                                   | 37   | 29v    | ballade | Va, Fortune                                                                                         | 3 veus                                        | |
| anònim                                   | 43   | 32v    | ballade | En un perill doutous ben delitable                                                                  | 3 veus                                        | |
| anònim                                   | 44   | 33     | ballade | Plus en put musique són secret taire                                                                | 3 veus                                        | |
| anònim                                   | 52   | 36v    | rondeau | Espoir dont la teva m’as fayt partir                                                                | 3 veus                                        | |
| anònim                                   | 60   | 40     | rondeau | Vós em voleu fayre outrage                                                                          | 3 veus                                        | Aquest petit rondeau comparteix la pàgina amb el de Galiot del 59, també podria ser seu. El text ha estat amputat, però la música sembla completa. Cap altra còpia. |
| anònim                                   | 70   | 45     | ballade | Lameth, Judith et Rachel                                                                            | 3 veus                                        | |
| anònim                                   | 74   | 47     | ballade | Adieu vous di, très doulce compaygnie                                                               | 3 veus                                        | L'obra pot ser de Solage. |
| anònim                                   | 75   | 47v    | ballade | Entalbió del flux ambiental                                                                         | 3 entrades                                    | |
| anònim                                   | 76   | 48     | balada  | De totes les paraules que formen part de la dita                                                    | 3 entrades                                    | |
| anònim                                   | 82   | 51     | balada  | Bien dire et sagement parler                                                                        | 4 entrades                                    | Possible atribució a Solage. També apareix al manuscrit de Cambrai (BM 1328, f. 3). |
| anònim                                   | 92   | 56     | balada  | Cine vermeil, cine de tres haut pris                                                                | 3 entrades                                    | |
| anònim                                   | 101  | 60v-61 | motete  | Apta caro/Flos Virginum/Alma redemptoris [mater]                                                    | 4 entrades                                    | |
| anònim                                   | 103  | 62v-63 | motete  | Degentis vita quid prodest/Cum vix ardidici prompti sint/Vera pudicicia                             | 4 entrades                                    | |
| anònim                                   | 104  | 63v-64 | motete  | Pictagore per dogmata/Rosa vernans caritatis/O terra sancta                                         | 4 entrades                                    | 1374-1376. El motete és per a Gregori XI (Pierre Roger de Beaufort), sobrino de Clement VI. La part de tenor "Rosa vernans..." evoca l'escut d'armes de Roger en un joc de paraules amb roses i el text evoca el retorn del papat a Roma, en el moment de la reconquista de Terra Santa. |
| anònim                                   | 105  | 64v-65 | motet   | Alpha vibrans monumentum/Amicum querit/Cetus venit heroycus                                         | 4 entrades                                    | |
| anònim                                   | 107  | 66v-67 | motet   | Les dificultats que perduran/Tres doblement suportades/I rogavi Deum                                | 4 veus                                        | |
| anònim                                   | 108  | 67v-68 | motet   | L'ànima de la ciutat de la religió/Axe poli cum artica                                              | 4 veus                                        | |
| anònim                                   | 109  | 68v-69 | motete  | Inter dense deserts / Imbribus irriguis / Admirabile est nomen tuum                                 | 3 entrades                                    | Pieza dedicada a Gastón Fébus. |
| anònim                                   | 110  | 69v-70 | motete  | Multipliciter amando / Letificat juventutem meam / Favor habundare                                  | 3 entrades                                    | |
| anònim                                   | 112  | 71v-72 | motete  | Tant a suptile pointure / Bien pert qu'en moy n'a dart / Cuius Pulcrititudinem sol et luna mirantur | 3 entrades                                    | |
| anònim                                   | 113  | 72v    | motete  | D'ardant desire / If fus d'amer / Nigra est set curmosa                                             | 3 entrades                                    | |

## Edicions
Primera edició moderna

Aquesta edició va ser duta a terme per Willi Apel amb prefaci de Paul Hindemith i data de 1950:
- Apel, Willi; Linker, Robert W. & Holmes, Urban T. (ed.): French Secular Music of the Late Fourteenth Century. Cambridge, Massachusetts: Mediaeval Academy of America, 55, 1950, p. XII-39-133.

Edició en línia

La major part de les peces també figuren a French Secular Music of the 14th Century, disponible en línia a:
- Willi Apel's Corpus Mensurabilis Musicae, 53.

Edició facsímil
- Plumley, Yolanda & Stone, Anne (ed.): Codex Chantilly. Biblioteca del Castell de Chantilly, Ms. 564, Turnhout / Brepols, 2008.

## Discografia selecta
- 1982 – Aquest cant diabòlic: Ballades, Rondeaus i Virelais de finals del segle XIV. Medieval Ensemble of London], dir. Peter Davies i Timothy Davies (gener de 1982; L'Oiseau Lyre 475 9119; reeditat el 2007 L'Oiseau Lyre CD 475 9119.)
Conté: folis 17, 25, 25v, 30v, 31v, 35v, 37, 40, 43v, 44, 44v, 52v, 75.
- 1987 – Codex Chantilly: Aires cortesanes del segle XIV. Ensemble Organum, dir. Marcel Pérès (Harmonia Mundi HMC 901252)
Conté: folis 11v, 12, 13, 23, 25, 25v, 38, 39v, 43v, 47, 52, 59.
- 1989 – Ars Magis Subtiliter: Música secular del Còdex de Chantilly. Ensemble Project Ars Nova (New Albion NA 021)
Conté: folis 11, 12, 15, 24v, 29v, 30v, 34v, 39v, 52, 53v, 54, 55v, 59, 60.
- 1991 – Música a la cort de Gaston Febus. Huelgas Ensemble, dir. Paul Van Nevel (25 i 28-10-1991; Sony SK 48195)
Conté: folis 22, 21v, 38, 59, 68-69.
- 1992 – Lancaster i Valois, música francesa i anglesa, 1350-1420. Veus gòtiques, dir. Christopher Page (Hyperion Records|Hyperion CDA66588)

Conté: foli 81
- 1994 – Ballades A III Chans. Ferrara Together, dir. Crawford Young (març de 1994; Arcana 32 / "Figures of Harmony" 4CD A 382) OCLC 923760144
Conté: folis 12, 19, 22v, 30, 42, 45, 47.
- 1994 – Popes and Antipope, Music for the courses of Avignon and Rome. Orlando Consort (11 i 18-09-1994; Metronome MET CD 1008)
Conté: folis 41, 45v, 63v-64. Tres peces i una selecció d'altres centrades en les dues corts papals situen aquesta música en un context històric.
- 1996 – Ars subtilior. Quartet de saxòfons Xax. Therwil, Suïssa: Hat Hut, 1995. CD ART 107.
- 1996 – Flors de virtut. Ferrara Junts, digueu. Crawford Young (gener de 1996; Arcana 40 / "Figures d'harmonia" 4CD A 382) OCLC 923760144
Conté: folis 18, 21v, 30v, 36, 38v, 43, 45v, 47v, 56v.
- 1997 – Un dolç castell de Pavia. Ferrara Junts, digueu. Crawford Young (juny de 1997; Figures of Harmony 4CD Arcana A 382)
Conté: folis 17, 21, 22, 23v, 24v, 25v, 31, 48v, 50.
- 1998 – Ars subtilior. New London Consort: Catherine Bott (soprano), Tom Finucane i Jacob Heringham (Llaúd), Pavlo Beznoziuk i Mark Levy (violins), Philip Pickett (director i flauta de bec) (1998; Linn Records CKD 039)
Conté: folis 34, 39, 40v, 42, 54v, 55v, 60.
- 2006 – L'amant desconegut, Machaut et Solage. Veus gòtiques (20-22 de febrer de 2006 - Avie AV 2089)
Conté: folis 20, 22v, 23v, 36, 47, 49v, 50, 50v, 57v, 58, 58v, 59. Set peces de Machaut, el famós predecessor (cap del Còdex), dues peces anònimes (que Yolanda Plumley proposa publicar dels Països Baixos de Solage per a l'estil similar) i les deu atribucions formals del manuscrit: aquí teniu les obres completes de Solage.
- 2008 – Codex Chantilly 1. Tetraktys (grup) (2008 - Etcetera KTC 190)
Conté: folis 13v, 19v, 24, 24v, 28, 36, 40, 44v.
- 2009 – Corps femenin. Ferrara Ensemble, dir. Crawford Young (2000-2009, Arcana A 355 / 4CD A 382) OCLC 647357558 i 923760144
Conté: folis 32, 39, 33v, 43v.
- 2010 – Codex Chantilly 2. Ensemble Tetraktys (black-mayo de 2010 - Etcetera KTC 1905)
Conté: folis 13, 17, 18/50v, 18v, 19, 20, 20v, 25v, 26v.
- 2010 – Codex Chantilly, En l'Amoureux Vergier. Ensemble De Cælis, dir. Laurence Brisset (13-16 d'abril de 2010 - Æon)
Conté: folis 19, 20, 23v, 29, 32v, 33v, 43v, 47, 50, 54v, 55v, 56v, 59, 60, 64v-65, 67v-68.
2014 – Think Subtilior, el cercle dels fumeux. Ensemble Santenay: Julla von Landsberg (voz i petit orgue), Elodie Wiemer (flauta de bec), Szilárd Chereji (Viola de arc) i Orí Harmelin (llaúd) (agost 2014, Ricercar).
Conté: folis 12, 34v, 49v, 59 (dues versions) i deu peces de Johannes Ciconia i Matteo da Perugia